# آری، ابروتزو
آری، ابروتزو (به ایتالیایی: Ari) یک کومونه در ایتالیا است که در استان کییتی واقع شده‌است.

## خصوصیات
آری ۱۱٫۱۹ کیلومترمربع مساحت و ۱٬۳۱۹ نفر جمعیت دارد و ۲۸۹ متر بالاتر از سطح دریا واقع شده‌است.